# كبوشي ذو الخصل
كبوشي ذو الخصل (الاسم العلمي: Cebus apella) (بالإنجليزية: Tufted Capuchin)‏ هو نوع من الحيوانات يتبع جنس الكبوشي من فصيلة السعادين الكبوشية الشكل.